# The Long Ryders
The Long Ryders is een Amerikaanse alternatieve country en Paisley Underground band, voornamelijk actief tussen 1982 en 1987 [6], die zich periodiek samen kwamen voor korte reünies (2004, 2009, 2014, 2016). In 2019 brachten ze na 32 jaar een nieuw studioalbum uit en kondigden een reeks tourneedata aan, die zouden volgen. The Long Ryders werden oorspronkelijk gevormd door verschillende Amerikaanse muzikanten die elk multi-instrumentalisten waren en beïnvloed werden door Gram Parsons, The Byrds, countrymuziek en verschillende punkrockgroepen. Ze zijn genoemd naar de film The Long Riders van Walter Hill. De band bestond uit Sid Griffin en Stephen McCarthy op zang en gitaar, Des Brewer op bas (later vervangen door Tom Stevens) en Greg Sowders op drums.
Hoewel twee leden transplantaten waren uit het Amerikaanse zuiden, werden ze een populaire rockband uit Los Angeles, die begin jaren 1980 werd opgericht en oorspronkelijk werd geassocieerd met een beweging, genaamd de Paisley Underground. Met een geluid dat doet denken aan The Beatles uit het Rubber Soul-tijdperk, Bob Dylan, Buffalo Springfield en de Flying Burrito Brothers, maar met een harder randje, anticipeerden ze met een decennium op de alternatieve countrymuziek van de jaren 1990. Hun vroege werk bevatte invloeden van zowel punk (grotendeels toe te schrijven aan toegewijde platenverzamelaar Griffin) als old-school country (verdedigd door McCarthy). Voormalige Byrd Gene Clark voegde zich bij hen op hun eerste volledige album Native Sons uit 1984 en voegde zang toe aan het nummer Ivory Tower. Hun eerste studio-publicatie, de ep 10-5-60, bestond uit Griffin, Brewer, McCarthy en Sowders. Brewer vertrok na het uitbrengen van 10-5-60. Hij werd vervangen door Tom Stevens en die bezetting bleef bestaan als een opname-eenheid tot hun uiteindelijke ondergang.

## Bezetting
Huidige bezetting
- Sid Griffin
- Stephen McCarthy
- Tom Stevens (overleed in 2021, 64 jaar oud)
- Greg Sowders

Voormalige leden
- Barry Shank
- Des Brewer

## Geschiedenis

### Formatie en vroege dagen (1981-1982)
De wortels van The Long Ryders zijn terug te voeren op de revival van de garagerock uit de jaren 1960, de Unclaimed, die in 1979 in Los Angeles werd geformeerd. Na één ep verliet de in Kentucky geboren gitarist en zanger Sid Griffin en de in Kansas geboren bassist Barry Shank de Unclaimed in november 1981 met de intentie om een nieuwe band te formeren. Vroege experimenten waren onder meer Unclaimed-drummer Matt Roberts en toekomstige Dream Syndicate-gitarist Steve Wynn. Drummer Greg Sowders, geboren in Los Angeles, had Griffin ontmoet via een gemeenschappelijke vriend en voegde zich bij de band in februari 1982 na een informele auditie. De band repeteerde kort als trio voordat gitarist en zanger Stephen McCarthy de bezetting voltooiden, nadat ze in maart op een advertentie van een muzikant hadden gereageerd. McCarthy, oorspronkelijk uit Virginia, was onlangs naar Los Angeles verhuisd en was op zoek naar iets meer rockiger na te hebben gespeeld in country en western bands in New York en Nashville. Ze kozen al snel voor de naam The Long Ryders, genoemd naar de Walter Hill-film The Long Riders. De band schreef een brief aan acteur Stacy Keach, die in de film had meegespeeld en de film had geproduceerd, waarin hij om toestemming vroeg om de naam te gebruiken. Keach was vereerd, maar had om juridische redenen een andere spelling voorgesteld. De band besloot toen de "y"-spelling te gebruiken als eerbetoon aan The Byrds. The Long Ryders waren aanvankelijk verbonden met de neo-psychedelica van het Paisley Underground circuit in Los Angeles, maar de komst van McCarthy bracht al snel een countryelement naar de band. Griffin: Zijn Clarence White-stijl country gitaarspel gaf ons een richting die niemand anders had. Shank verliet de band in augustus 1982 om terug te gaan naar de universiteit en werd vervangen door de Britse expat Des Brewer. Later in het jaar betrad de nieuwe bezetting de Radio Tokyo Studio van producent Ethan James in Venice, Californië, om een demo met drie nummers op te nemen. Twee van de nummers, Still Get By en And She Rides, verschenen later op de various artists-compilatiealbums The Radio Tokyo Tapes en The Rebel Kind - A Collection of Contemporary Garage and Psychedelic Bands in 1983.

### 10-5-60enNative Sons(1983–1984)
In september 1983 gaf PVC Records de door de band zelf gefinancierde ep 10-5-60 uit, die werd geproduceerd door de voormalige Sparks-gitarist Earle Mankey in zijn thuisstudio in Californië. Griffin werkte voor het moederlabel Jem Records van PVC, een import- en distributielabel, dat ermee instemde om de distributie op zich te nemen. De ep toonde een sterke invloed uit de jaren 1960, van garagerock en psychedelica tot Byrdsiaanse folk en countryrock. Het werd goed ontvangen door critici, wat de band ertoe bracht om door de Verenigde Staten te toeren. Brewer, die niet van plan was op tournee te gaan, vertrok na het uitbrengen van de ep en werd vervangen door Don McCall, die slechts drie maanden bleef voordat hem werd gevraagd te vertrekken. Zijn spel en mijn drummen klikten nooit helemaal, legde Sowders uit. Tom Stevens uit Indiana werd de nieuwe bassist van de band in januari 1984 na aanbevelingen van wederzijdse vrienden. The Long Ryders hadden optredens in de buurt van San Francisco en hadden snel iemand nodig.
In het voorjaar van 1984 ondertekenden The Long Ryders een contract met het in Los Angeles gevestigde onafhankelijke platenlabel Frontier Records en namen in de vroege zomer hun eerste volledige album Native Sons op bij de A&M Studios in Los Angeles. Ze kozen de ervaren producent Henry Lewy (Joni Mitchell, de Flying Burrito Brothers) om het album te coproduceren. Muzikaal had de band de psychedelica afgezwakt, met de nadruk op country en rock-'n-roll. Het album bevatte voormalig The Byrds Gene Clark die zang aan het nummer Ivory Tower toevoegde. De kijk op de Amerikaanse muziektradities van de band was vooral een succes bij critici in het Verenigd Koninkrijk, waar de Melody Maker het een moderne Amerikaanse klassieker noemde. Bij publicatie in het Verenigd Koninkrijk in maart 1985 werd het gedistribueerd door Zippo Records, die ook I Had a Dream uitbracht als enige single in het Verenigd Koninkrijk. Het album en de single bereikten respectievelijk #1 en #4 in de Britse Indiehitlijst.

### State of Our Union(1985–1986)
Na het succes van Native Sons besloten de Long Ryders om de ep 10-5-60 opnieuw uit te brengen als een volledig album als 5 by 5 met vijf nieuwe studionummers. De band trad in februari 1985 in bij A&M Studios met technicus en coproducent Paul McKenna en nam ten minste zes nummers op: Time Keeps Travelling, The Trip, Sandwich Man, As God Is My Witness, de Flamin' Groovies' I Can't Hide en Masters of War van Bob Dylan. Het geplande album werd echter opgegeven toen de band een nieuw platencontract zou ondertekenen en zich zou voorbereiden om later in het jaar hun volgende eigen album op te nemen. De meeste nummers werden later opgenomen als bonusnummers op toekomstige compilatiealbums en op heruitgaven van Native Sons en 10-5-60. I Can't Hide werd uitgebracht als een flexi-schijf in 1986 onder de naam The Spinning Wighats en gratis weggegeven met het Bob-tijdschrift.
Na een groot deel van 1984 door de Verenigde Staten te hebben gereisd, begonnen de Long Ryders in maart en april 1985 aan hun eerste internationale reis naar Europa. Stevens vertelde: Bij onze aankomst in het Verenigd Koninkrijk werden we begroet met uitverkochte shows, geweldige publieksrecepties, de cover van NME en letterlijk twaalf platenmaatschappijen bij onze hoteldeur in Londen na onze tweede show in Londen. Het Britse Island Records contracteerde de band in het late voorjaar en de band keerde terug naar de Verenigde Staten om nieuwe nummers te schrijven en te demonstreren. Uitgebracht in september 1985, werd hun eerste grote labelalbum State of Our Union in Engeland opgenomen in de Chipping Norton Studios en geproduceerd door Will Birch, voorheen van de Britse bands The Kursaal Flyers en The Records. Het album was een succes op universiteits- en alternatieve radiostations in de Verenigde Staten, maar het meer prominente rockgeluid beviel Britse critici minder dan Native Sons. State of Our Union bereikte #66 in de Britse albumhitlijst en #2 in de Britse countryhitlijst. De single Looking for Lewis and Clark piekte op #59 in de Britse singlehitlijst, maar werd nooit commercieel uitgebracht in de Verenigde Staten. Het album verkocht goed in het Verenigd Koninkrijk, waar Looking for Lewis and Clark de band veel meer bekendheid gaf. State of Our Union werd al snel het best verkochte album van de band en de band werd al snel populairder in Europa dan in de Verenigde Staten, waar ze niet uit de radiomarkt van de universiteit ontsnapten.

### Two-Fisted Talesen ontbinding (1987)
The Long Ryders eindigde in 1986 door hun tweede Island-album Two-Fisted Tales op te nemen in november en december bij A&M en Eldorado Studios in Hollywood met producent Ed Stasium (The Ramones, Soul Asylum, The Smithereens, Living Colour). Het werd gemixt in februari 1987 in de Compass Point Studios in Nassau (Bahama's) en bevat gastoptredens van David Hidalgo van Los Lobos en Debbi en Vicki Peterson van The Bangles. Op het album trokken The Long Ryders verder weg van hun oorsprong van countryrock in de richting van een meer richting collegerock, maar waren nog steeds geworteld in traditionele Americana-muziek. Het voltooide album werd in maart aan Island geleverd, maar de publicatie werd met twee maanden uitgesteld. Tom Waits verkocht beter dan Island had verwacht, U2 wisselde nog steeds van bezetting en daarom werd ons gezegd te wachten, zei Griffin. In de twee jaar sinds de ondertekening van The Long Ryders met Island, hadden verschillende belangrijke medewerkers de A&R-afdeling van het label verlaten en toonde het nieuwe team weinig interesse in de band en de publicatie van Two-Fisted Tales. Ondertussen werd de band aangeboden om te openen voor U2 op de Noord-Amerikaanse etappe van hun Joshua Tree-tournee in april en mei. Maar omdat Two-Fisted Tales vertraging opliep, weigerden The Long Ryders, in de hoop later deel te nemen aan de U2-tournee.
Het album werd uiteindelijk uitgebracht in juni en ondanks de eerste single, een cover van NRBQ's I Want You Bad, kreeg het radio airplay, echter single noch album plaatsten zich niet in de hitlijsten. Het gebrek aan commercieel succes en labelondersteuning en een meedogenloos tourneeschema begonnen zijn tol te eisen van de band. Na een Europese tournee verliet Stevens de band om te worden vervangen door de gitaartechnicus van de band, Larry Chatman, voor een Amerikaanse tournee die onmiddellijk volgde.
In augustus verkondigde McCarthy de band dat, hij aan het einde van de Amerikaanse tournee zou vertrekken. Hoewel Island Griffin en Sowders de mogelijkheid bood om een derde album voor het label op te nemen, besloten ze niet door te gaan als The Long Ryders zonder McCarthy. De band ging pas eind 1987 officieel uit elkaar.

### Na de ontbinding
In 1989 bracht de Long Ryders-fanclub de geautoriseerde C90-audiocassette-compilatie Metallic B.O. uit, die niet eerder uitgebrachte live-opnamen en studio-opnames bevatte. De tape werd vervolgens bewerkt voor cd-heruitgave door Overground Records in 1990. Twee live-albums en twee compilatie-albums werden uitgebracht in de jaren 1990 en 2000. BBC Radio One Live in Concert (1994) en Three Minute Warnings: the Long Ryders Live in New York City (2003) bevatten live-opnamen uit 1985 en 1987, terwijl Looking for Lewis and Clark: the Long Ryders Anthology (1998) en The Best of the Long Ryders (2004) nummers bevatten over de carrière van de band van 1983 tot 1987, waaronder B-kanten, demo's en live-opnamen.
Griffin, die naar Londen verhuisde, hield zich bezig als soloartiest en bandleider (The Coal Porters, Western Electric), en als muziekjournalist en auteur. Sinds 1994 runt hij zijn eigen label, het in Londen gevestigde Prima Records. Het label is in de eerste plaats, maar niet uitsluitend, een uitlaatklep voor de soloprojecten van Griffin en publicaties van The Long Ryders en de Coal Porters. Hij schreef verschillende boeken, waaronder Gram Parsons: A Music Biography (1985), Million Dollar Bash: Bob Dylan, The Band & the Basement Tapes (2007) en Shelter from the Storm: Bob Dylan's Rolling Thunder Years (2010). Het tweede deel werd in 2014 opnieuw uitgebracht om samen te vallen met de publicatie van The Bootleg Series Vol. 11: The Basement Tapes Complete, een collectie van zes cd's waaraan Griffin albumnotities heeft toegevoegd.
McCarthy, na een periode als leider van zijn eigen band Walker Stories en te zijn verschenen op het multi-artiestenalbum True Voices uit 1990 in een duet met Carla Olson op het Tom Jans-nummer Loving Arms, keerde terug naar Richmond (Virginia). Hij speelde in de indie superband Gutterball met Steve Wynn, collega Bryan Harvey en Johnny Hott van House of Freaks en in 2001 begon hij te spelen met The Jayhawks. Stevens keerde terug naar zijn geboorteland Indiana, behaalde een graad in informatica en bracht soloalbums uit. Bovendien ging Sowders, die kort getrouwd was met zangeres Lucinda Williams, aan de slag in de muziekuitgeverij. Brewer bleef in het circuit van Los Angeles spelen, eerst met verschillende vrouwelijke singer-songwriters en daarna met de old school countryband The Misbegotten Cowboys. Oorspronkelijke bassist Shank heeft een Ph.D. in Amerikaanse studies en is professor aan de Ohio State University. Hij is de auteur van verschillende boeken, waaronder Dissonant Identities: The Rock 'n' Roll Scene in Austin, Texas (1994), A Token of My Affection: Greeting Cards and American Business Culture (2004) en The Political Force of Musical Beauty (2014).

### Reünie (2004-2018)
In 2003 benaderde een Europese boekingsagent de band over het samenstellen van een Long Ryders-reünie voor shows in het Verenigd Koninkrijk, Spanje en Nederland in de zomer van 2004, waaronder een optreden op het Glastonbury Festival. Het livealbum State of Our Reunion is het resultaat van de reünietournee. De band speelde hun eerste live-dates in de Verenigde Staten in meer dan 20 jaar, toen ze in januari 2009 twee shows speelden op de EARL in Atlanta, Georgia. In januari 2014 speelden The Long Ryders hun eerste show in Los Angeles in 27 jaar tijdens het eenmalige Earle Mankey Appreciation Night-concert in de Troubadour. In december volgde een vijfdaagse Spaanse tournee.
In januari 2016 bracht Cherry Red Records de Long Ryders-boxset Final Wild Songs uit, samengesteld uit al het materiaal van hun drie volledige albums, hun ene ep, verschillende demo's en rariteiten en een voorheen niet beschikbare uitvoering met 15 nummers van een Radio-uitzending in de Benelux in maart 1985. In het nummer van februari 2016 gaf het tijdschrift Mojo een hoofdrecensie van de collectie. De band speelde vervolgens 12 data op het continent en in het Verenigd koninkrijk in april en mei en 4 data aan de oostkust in de Verenigde Staten in november.
In 2017 namen Griffin, McCarthy, Sowders en Stevens het eerste nieuwe materiaal op voor The Long Ryders sinds 1987. McCarthy en Sowders namen hun delen op voor een paar nieuwe nummers met technicus en coproducent Adrian Olsen in zijn Montrose Recording studio in Virginia, terwijl Griffin en Stevens op afstand opnamen vanuit Londen en Indiana. Een single van deze opnamen, Bear in the Woods, werd uitgebracht op 17 april 2017, op tijd voor een 4-daagse Californische tournee eind april. In november 2018 bracht Cherry Red Records boxedities uit met drie cd's van de albums State of Our Union en Two-Fisted Tales, waarin ook werd aangekondigd dat een nieuw album van de band in 2019 zou verschijnen bij Cherry Red Records in het Verenigd Koninkrijk en Omnivore Recordings in Noord-Amerika.

### Psychedelic Country Soul(2019-heden)
Op 15 februari 2019 brachten The Long Ryders Psychedelic Country Soul uit, het eerste album met nieuw materiaal van de band in 32 jaar. Het openingsnummer Greenville ging in première op de Billboard-website. Het album werd geproduceerd door Ed Stasium in de Record One studio van Dr. Dre in Los Angeles en bevat leden van The Bangles op harmoniezang en Dave Pearlman, Dan Fogelberg, Phil Everly, Hoyt Axton op pedaalsteelgitaar. The Long Ryders kondigde een serie aan van tourneedata in 2019 om de publicatie van het album te ondersteunen. Het was de meest uitgebreide tournee van de band sinds de jaren 1980 met 43 data in Europa en Noord-Amerika. Sowders, die niet beschikbaar was voor de data van oktober/november in Europa, werd tijdelijk vervangen door Simon Hancock. Tussen 29 januari en 3 februari 2020 nam de band deel aan het muziekfestival Outlaw Country Cruise, een boottocht van 5 nachten van Miami, Florida naar Falmouth (Jamaica) met meer dan 30 artiesten, waaronder Lucinda Williams, The Mavericks en Steve Earle en The Dukes. McCarthy droeg bij aan Carla Olson's album Have Harmony, Will Travel 2 uit 2020, waar hij gitaar en duetten speelt met Olson op Timber, I'm Falling In Love, oorspronkelijk een #1 hit voor Patty Loveless in de Billboard's Hot Country Singles and Tracks hitlijst in 1989. Hij verschijnt ook op Olson's Americana Railroad-album in de herfst van 2020.

## Discografie

### Singles
- 1984:	Tell It to the Judge on Sunday
- 1985:	I Had a Dream
- 1985: Looking for Lewis and Clark
- 1986:	State of Our Union – Tour 86 (promo)
- 1987:	I Want You Bad
- 1987: Gunslinger Man (promo)
- 2017:	Bear in the Woods
- 2019:	Greenville
- 2019: Molly Somebody
- 2019: Walls

### Studioalbums
- 1984: Native Sons (Frontier Records)
- 1985: State of Our Union (Island Records)
- 1987: Two-Fisted Tales (Island Records)
- 2019: Psychedelic Country Soul (Cherry Red Records / Omnivore)
- 2023: September November (Cherry Red Records/Suburban)

### Livealbums
- 1994: BBC Radio One Live in Concert (Windsong International Records)
- 2003: Three Minute Warnings: the Long Ryders Live in New York City (Prima)
- 2004: State of Our Reunion (Prima)

### Compilations
- 1989: Metallic B.O. (R.O.W.Y.C.O.)
- 1998: Looking for Lewis and Clark: the Long Ryders Anthology (PolyGram)
- 2004: The Best of the Long Ryders (Prima)
- 2016: Final Wild Songs (Cherry Red)

### Extended plays
- 1983: 10-5-60 (Passport Records)